# 아모스 (대한민국의 기업)
아모스는 대한민국의 문구 회사이다. 아모스는 아이클레이, 컬러점토, 아이슬라임, 아이폼 등을 통해 전세계에서 사랑받고 있다. 아모스는 한국능률협회가 주최하는 히트상품으로 선정되었다.

## 브랜드

### 조형류
- 아이클레이
- 컬러점토 (아이클레이 또 하나의 자매품)
- 아이폼
- 아이슬라임

### 창작공예품
- 딱풀
- 물풀
- 목공풀
- 반짝이풀
- 색종이
- 싸인펜 (메탈 로고는 거꾸로 보관)

### 크레파스류
- 파스넷(색연필, 크레파스, 글라스펀)

### 스티커류
- 글라스데코

### 비즈류
- 비즈데코